# Водоспад Плива
Водоспад Плива ( серб. кир.: Пливски Водопад) — розташований біля міста Яйце, в центральній Боснії та Герцеговині, де річка Плива стикається з річкою Врбас.

## Опис водоспаду
Водоспад розміщений при впадінні річки Плива у річку Врбас. Раніше він був висотою 30 метрів, але після землетрусу під час Боснійської війни та нападів на електростанцію район вздовж річки був затоплений і водоспад став нижчим. Наразі його висота — 22 метри. Середня ширина водоспаду — 30 метрів. Водоспад — великий туф, також відомий як травертиновий бар’єр, що створює цей каскад. 

## У попередньому списку ЮНЕСКО
Водоспад Плива — головна визначна пам'ятка маленького міста Яйце. Водоспад у комплексі з архітектурним ансамблем міста запропоновані для включення в ЮНЕСКО списку Всесвітньої спадщини список. Наразі заявка на внесення подається до попереднього списку ЮНЕСКО.  

## Галерея

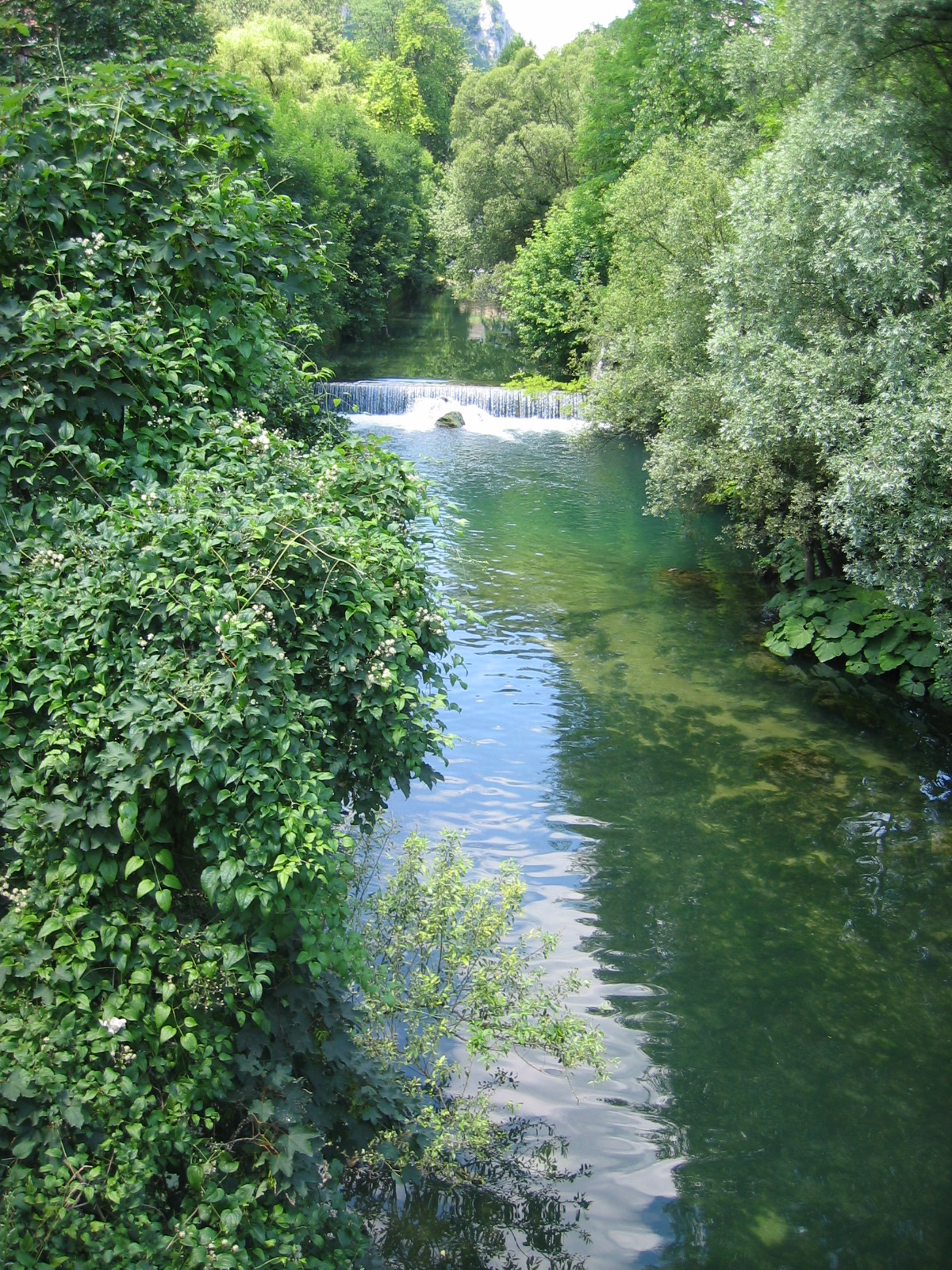
Річка Пліва біля Яйце, в центральній Боснії, приблизно в 100 метрах вище за течією від водоспаду
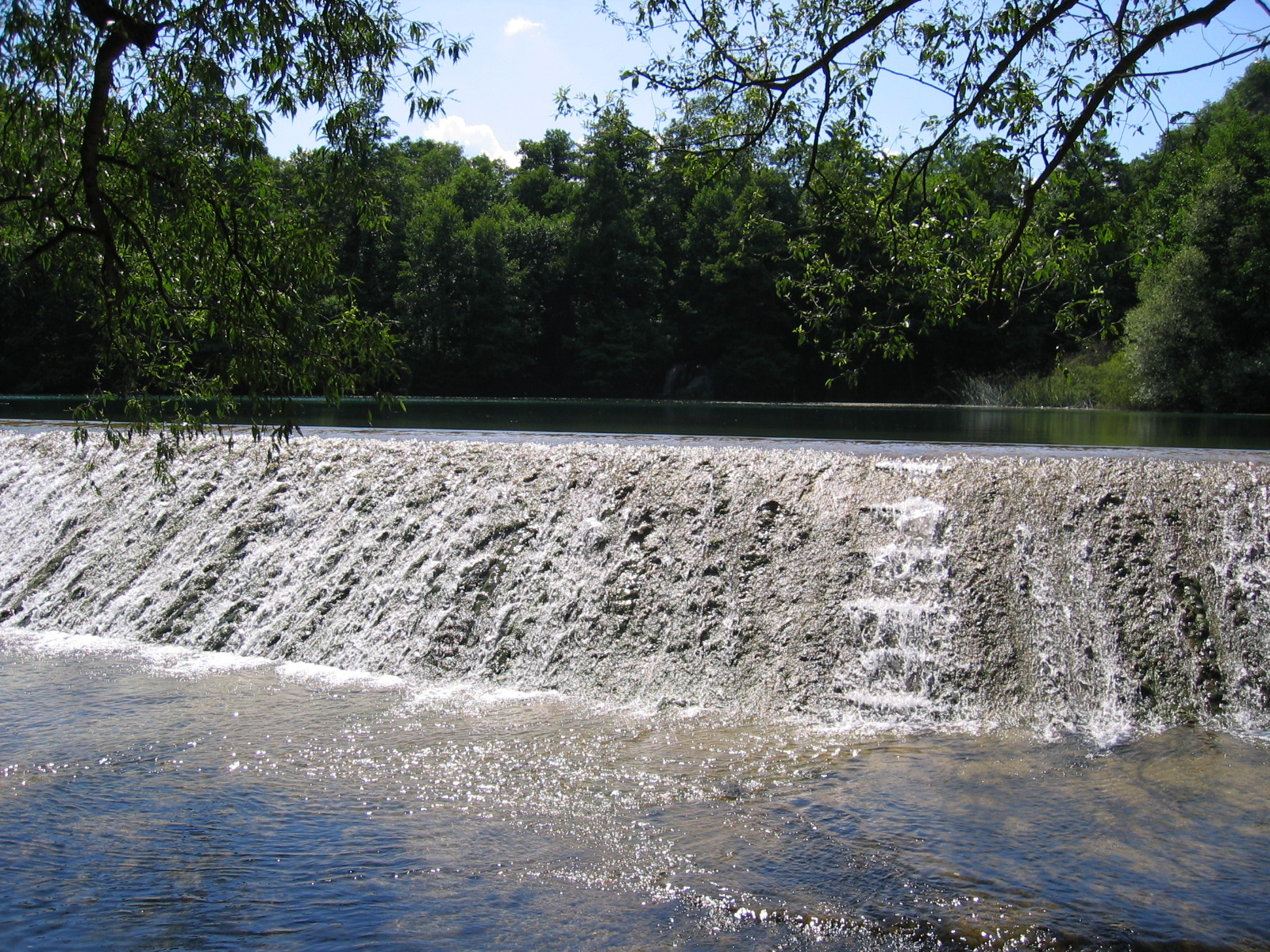
Вище за течією можна знайти ще кілька менших водоспадів
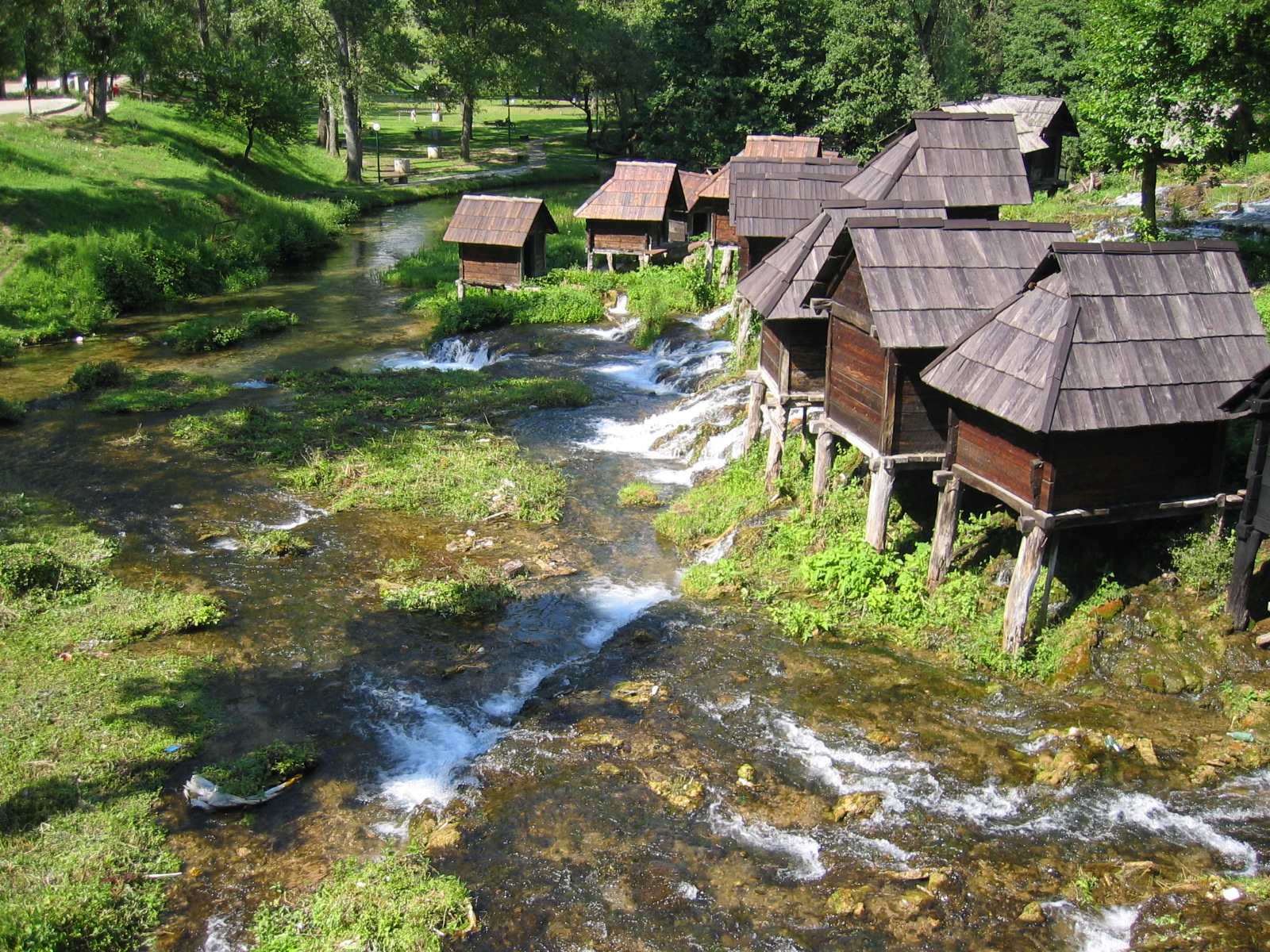
Водяні млини 4 км вище за течією